# Air Costa
Air Costa (Hindi एयर कोस्टा) war eine indische Fluggesellschaft mit Sitz in Vijayawada und Basis auf dem Flughafen Vijayawada.

## Geschichte
Nachdem schon einmal im August 2016 der Flugbetrieb für ein paar Tage wegen finanzieller Schwierigkeiten eingestellt werden musste, wurde er am 28. Februar 2017 auf unbegrenzte Zeit eingestellt. Sowohl GE Capital Aviation Services als auch die rund 600 Angestellten der Fluggesellschaft warteten auf ihre Raten bzw. Lohnzahlungen.

## Flugziele
Air Costa bot von den Flughäfen Chennai und Vijayawada aus Ziele im Süden Indiens an. Ende 2015 erhielt die Gesellschaft die notwendige Bewilligung für Flüge in ganz Indien und wollte ihr Angebot entsprechend für den Sommerflugplan 2016 anpassen.

## Flotte
Mit Stand Februar 2017 bestand die Flotte der Air Costa aus vier Flugzeugen mit einem Durchschnittsalter von 5,9 Jahren:
| Flugzeugtyp | Anzahl | bestellt | Anmerkungen  |
| ----------- | ------ | -------- | ------------ |
| Embraer 190 | 4      | 25       | eine inaktiv |
| Embraer 195 |        | 25       |              |
| Gesamt      | 4      | 50       |              |